# Cajanus cajanifolius
Cajanus cajanifolius är en ärtväxtart som först beskrevs av Henry Haselfoot Haines, och fick sitt nu gällande namn av Laurentius Josephus Gerardus Jos van der Maesen. Cajanus cajanifolius ingår i släktet Cajanus och familjen ärtväxter. IUCN kategoriserar arten globalt som nära hotad. Inga underarter finns listade i Catalogue of Life.